# Paraleptognathia bisetulosa
Paraleptognathia bisetulosa är en kräftdjursart som beskrevs av Masahiro Dojiri och Jürgen Sieg 1997. Paraleptognathia bisetulosa ingår i släktet Paraleptognathia, överfamiljen Paratanaoidea, ordningen tanaider, klassen storkräftor, fylumet leddjur och riket djur. Inga underarter finns listade i Catalogue of Life.